# Koźlice (powiat zgorzelecki)
Koźlice (niem. Köslitz, górnołuż. Koźlici) – wieś w Polsce położona w województwie dolnośląskim, w powiecie zgorzeleckim, w gminie Zgorzelec.

## Położenie
Kożlice to niewielka wieś leżąca na Pogórzu Izerskim, na zachodnim skraju Równiny Zgorzeleckiej, na wysokości około 190–20 m n.p.m.

## Podział administracyjny
W latach 1975–1998 miejscowość należała administracyjnie do województwa jeleniogórskiego. Część zwaną Lasowice przyłączono w roku 1945, wcześniej należała do Weinhübel, a do roku 1936 do Posottendorf-Leschwitz. 

## Historia
Wieś założona przez Słowian. Około VII-X wieku istniał tutaj gród obronny. Jeszcze na początku XX wieku, na pobliskich polach odkryto topór z serpentynitu, który pochodził z czasów epoki kamiennej. Po wojnie stał tu pałacyk, który z czasem został rozebrany.
We wsi, na Koźlickiej Górze, znajduje się obelisk tragicznie zmarłej w 1921 Gertrude Brandt, córki właściciela wsi.